# Банч, Кристофер
Кристофер Р. «Крис» Банч (англ. Christopher R. «Chris» Bunch; 22 декабря 1943 — 4 июля 2005) — американский научно-фантастический, фэнтезийный писатель, репортёр и телесценарист, написавший, в том числе в соавторстве, около тридцати романов.

## Биография
Банч родился во Фресно, Калифорния. В писательской карьере он сотрудничал с Алланом Коулом в работе над серий книг Хроники Стэна. (Коул женат на сестре Банча, Катрин). Банч служил во Вьетнаме командиром патруля. Также он писал для журнала «Rolling Stone» и был корреспондентом газеты «Stars and Stripes».

### Собственные романы и серии книг

#### Трилогия о короле-провидце
- Король провидец (1997)
- Король демон (1998)
- Король-воин (1999)

#### Трилогия «Повелители драконов»
- Крылья Урагана (2002)
- Рыцарство дракона (2003)
- Битва (2004)

#### Последний легион
- Последний легион (1999)
- Лики огня (2000)
- Сила урагана (2000)
- Крушение звёзд (2001)

#### Невидимый воин / Shadow Warrior
- Невидимый воин / The Wind After Time (1996)
- Битва с небесами / Hunt the Heavens (1996)
- Незримое божество / The Darkness of God (1997)

#### Звёздные опасности
- Звёздные опасности, Ltd.
- The Scoundrel Worlds
- The Doublecross Program
- Пёс из ада An outlined novel in the Risk, LTD. series, Заговор, была закончена другом Банча Steve Perry и его сыном, Dal Perry.

#### Романы
- The Empire Stone (2000)
- Corsair (2001)

### Романы и серии книг в соавторстве с Алланом Коулом

#### Серия «Хроники Стэна»
Известная как Хроники Стэна, (или просто Стэн, или Приключения Стэна), эта серия рассказывает историю из далёкого будущего. Главными чертами действия являются экшн и юмор, однако также они содержат и политическую критику. Авторы показали реальности политической жизни и роль простого выходца из рабочего класса в ней, показывая читателю его видение ситуации, что позволило главному герою стать весьма реалистичным.
- 1982: «Стэн» (ISBN 0-345-32460-9)
- 1984: «Волчьи миры» (ISBN 0-345-31229-5)
- 1985: «При дворе Вечного Императора» (ISBN 0-345-31681-9)
- 1988: «Флот обречённых» (ISBN 0-345-33172-9)
- 1989: «Месть проклятых» (ISBN 0-345-33173-7)
- 1990: «Возвращение Императора» (ISBN 0-345-36130-X)
- 1992: «Вихрь» (ISBN 0-345-37151-8)
- 1993: «Конец империи» (ISBN 0-345-37696-X)

#### Anteros
- The Far Kingdoms (1985) (ISBN 0-345-38056-8)
- The Warrior’s Tale (1994) (ISBN 0-345-38734-1)
- Kingdoms of the Night (1995) (ISBN 0-345-38732-5)

#### Романы
- A Reckoning For Kings (1987) (ISBN 0-689-11707-8)